# Wiesław Opęchowski
Wiesław Opęchowski (ur. 23 sierpnia 1949 w Ostrołęce) – polski polityk, samorządowiec, rolnik, poseł na Sejm II kadencji.

## Życiorys
Ukończył w 1983 studia na Wydziale Rolniczym Akademii Rolniczo-Technicznej w Olsztynie. Zajął się prowadzeniem indywidualnego gospodarstwa rolnego. W latach 1993–1997 był posłem II kadencji z listy Polskiego Stronnictwa Ludowego w okręgu ostrołęckim. Przez kilka kadencji pełnił funkcję wójta gminy Olszewo-Borki. W 2006 nie został ponownie wybrany, kandydując z lokalnego komitetu (bez rekomendacji PSL). Został później dyrektorem Delegatura Mazowieckiego Urzędu Wojewódzkiego w Ostrołęce. W 2014 uzyskał mandat radnego powiatu ostrołęckiego.
W 1999 otrzymał Złoty Krzyż Zasługi.